# Physcomitrium tetragonum
Physcomitrium tetragonum là một loài Rêu trong họ Funariaceae. Loài này được (Brid.) Fürnr. mô tả khoa học đầu tiên năm 1837.